# James Roche Verling
James Roche Verling (1787-1858) était un médecin des forces armées britanniques qui a été le médecin personnel de Napoléon Ier lors de sa captivité à Sainte-Hélène.

## Biographie
James Roche Verling est né en 1787 à Cobh en Irlande. Il sort diplômé en médecine de l'Université d'Édimbourg en 1809.
En 1815, il est envoyé à Sainte-Hélène et devient le médecin chargé des troupes anglaises présentes sur l'île. En 1818, il est choisi pour remplacer Barry Edward O'Meara, le premier médecin personnel de Napoléon, qui, en juillet 1818, est relevé de ses fonctions par le ministre Henry Bathurst. James Roche Verling sera donc le médecin personnel de Napoléon jusqu'en septembre 1819 et l'arrivée du médecin François Antommarchi.
James Roche Verling continua ensuite de travailler comme médecin dans l'armée britannique. À sa retraite, il décida de retourner dans sa ville natale Cobh. Il vécut dans sa demeure appelée "Bella Vista" jusqu'à sa mort en 1858.
Aujourd'hui, sa demeure est devenue un hôtel, The bellavista hotel.
Il est enterré dans le Old Church Cemetery de Cobh.